# Панарет Рашев
Панарет (на гръцки: Πανάρετος, Панаретос) е български духовник, митрополит на Вселенската патриаршия (1854 - 1866) и на Българската екзархия (1871 - 1887), активен участник в българската църковна борба през Възраждането. Вуйчо на Венета Ботева.

## Биография
Роден е като Панайот (Петър) Пенчев Иванов (Йоаниди) Рашев през 1808 година в Търново, Османската империя. Баща му е кожухар и влиятелен член на Търновската община. Учи в престижното училище „Свети Сава“ във влашката столица Букурещ, издържан от княз Александру Гика. След това учи висше образование в Атинския и Парижкия университет.
В периода 1838 - 1840 година работи като придворен учител в Букурещ, а от 1840 до 1841 година е учител в търновското гръцко училище. От 1841 до 1845 година преподава в Гръцкото патриаршеско училище в столицата Цариград.

### Патриаршески духовник
През 1845 година в Цариград Панарет е ръкоположен за дякон. Служи като архидякон на Вселенската патриаршия.
На 6 октомври 1854 година в патриаршеската катедрала „Свети Георги“ е ръкоположен за погониански митрополит. Ръкополагането е извършено от митрополит Софроний Артенски в съслужение с митрополитите Йоаникий Нишки и Партений Пелагонийски. Като погониански митрополит управлява патриаршеските имоти във Влашко и Молдова. В Букурещ митрополит Панарет Погониански активно участва в обществения живот на българската колония. В 1862 година е един от основателите и най-активните дейци на Българската добродетелна дружина. В 1862 година е многократно призоваван в Цариград, но отказва да отиде. Подава оставка на 18 октомври 1862 година.

### Български духовник
През 1866 година Панарет се присъединява към клира на българската църква и участва във формирането на Българската екзархия през 1871 година. В 1876 година става председател на Българското човеколюбиво настоятелство. Почетен член е на Българското книжовно дружество. Панарет е голям даретел за насърчаване на развитието на българската просвета и култура - дарява десет хиляди австрийски жълтици на Търновската община за откриване на българско духовно училище в Лясковския манастир, поддържа ученици и студенти, дарява книги на училища.
Митрополит Панарет остава в Букурещ до смъртта си на 21 март 1887 г. Тленните му останки са пренесени в Търново и погребани в преддверието на църквата „Св. св. Константин и Елена“. Носител е на ордените „Света Ана“ II степен и „Свети Александър“ II степен.
След смъртта му с негови средства са образувани два благотворителни фонда - при Светия синод за и при училищното настоятелство в Търново.
Част от архивите му се съхраняват във фонд №8 на Българския исторически архив в Националната библиотека „Св. св. Кирил и Методий“.